# Stadtbach (Augsburg)
Der Stadtbach ist ein Kanal in Augsburg. Als Teil des Netzwerks der Kanäle in Augsburg und von Augsburgs historischer Wasserwirtschaft führt er das durch das Augsburger Lechviertel und die Jakobervorstadt geleitete Wasser des Lechs nach Norden aus der Altstadt hinaus. Im weiteren Verlauf nimmt er auch die durch das Augsburger Textilviertel geführten Kanäle in sich auf. Anfangs besitzt er ein Wasservolumen von ca. 8 m³/s, später erhöht sich dieser Wert aufgrund der Zuflüsse.
Während man früher manchmal den gesamten Kanal, der vom Hochablass in die Stadt Augsburg und wieder hinaus führte, als den „Stadtbach“ bezeichnete, trägt er heute in seinen ersten Abschnitten andere Namen (Hauptstadtbach, Kaufbach).

## Bedeutung
Der Stadtbach hatte wie alle Kanäle Augsburgs mehrere Funktionen: zum einen diente er seit dem Mittelalter der Abwasser- und Abfallentsorgung und hatte so eine wichtige Funktion für die Hygiene und Gesundheit der Stadtbürger. Des Weiteren wurde seine Wasserkraft zum Betrieb von Mühlen und anderen Handwerksstätten genutzt, später zur Erzeugung von Strom. Daneben diente er wohl auch der Flößerei.
Eine besondere Bedeutung erhielt der Stadtbach ab der Mitte des 19. Jahrhunderts, als er für den Betrieb der größten Spinnerei Deutschlands genutzt wurde, der Baumwollspinnerei am Stadtbach.

## Verlauf

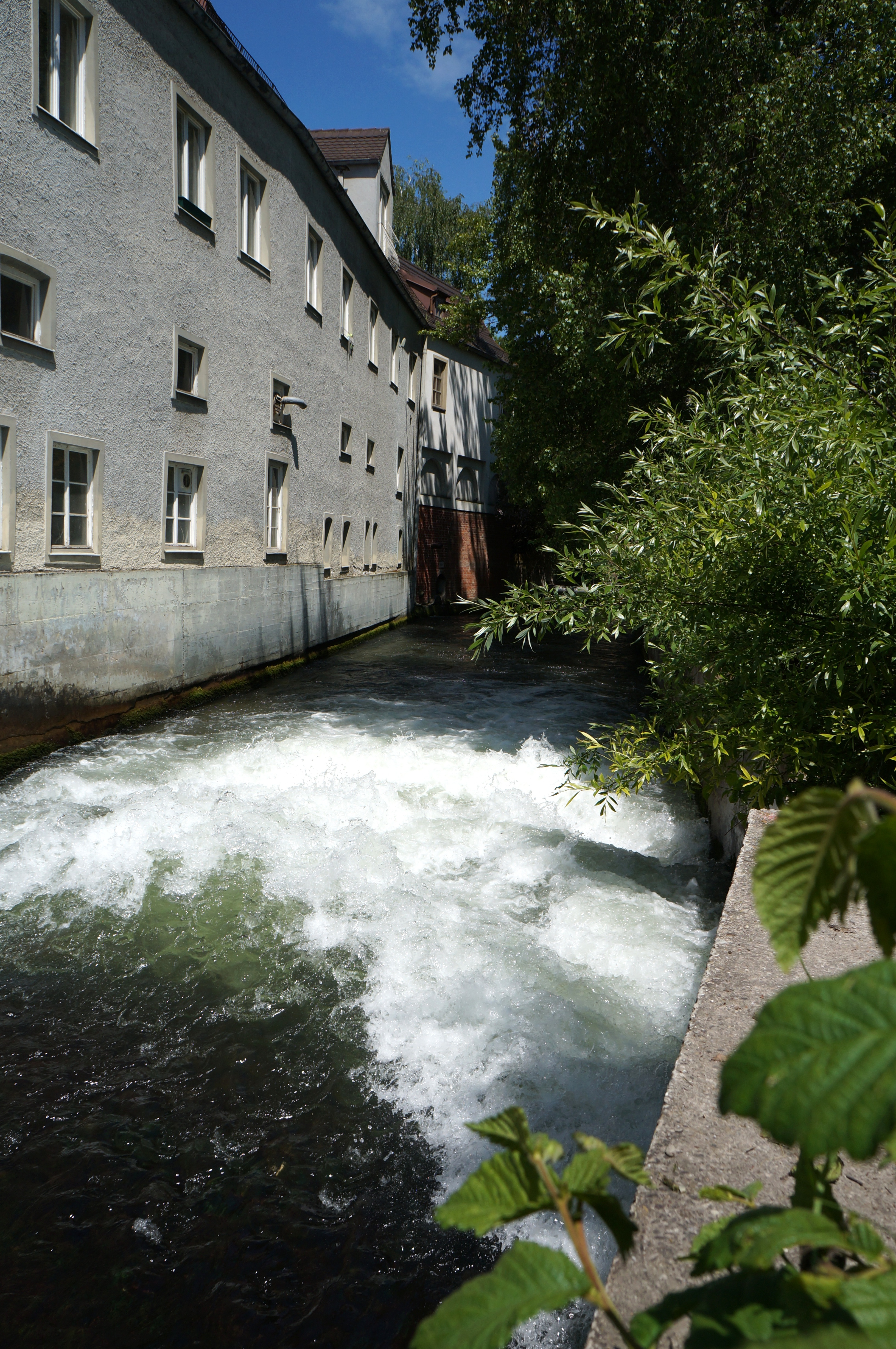
Der Schwall des Stadtbachs hinter dem Alten Stadtbad. Links das ehemalige Mauerbad.

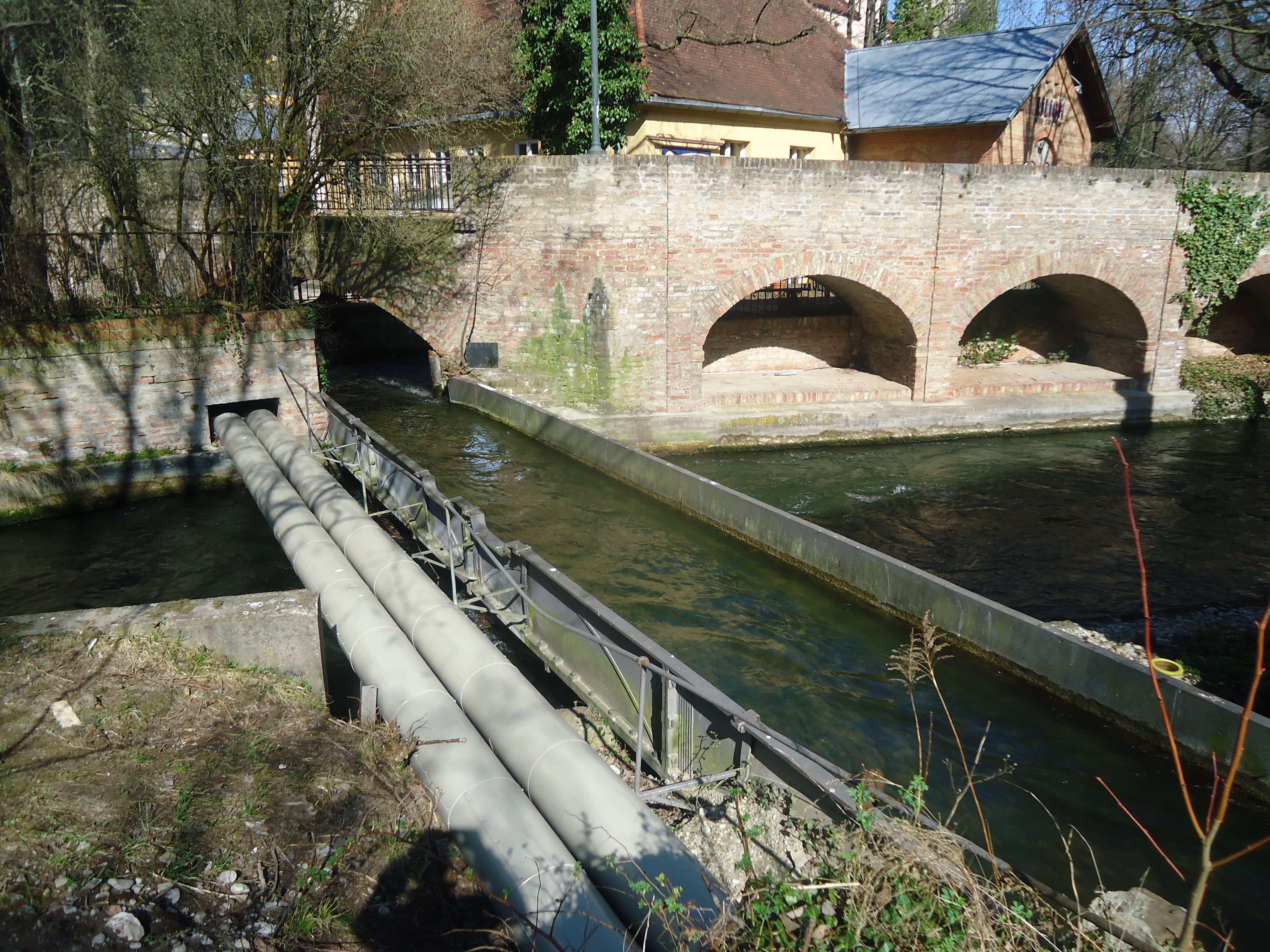
Die Wasserkreuzung beim Liliom

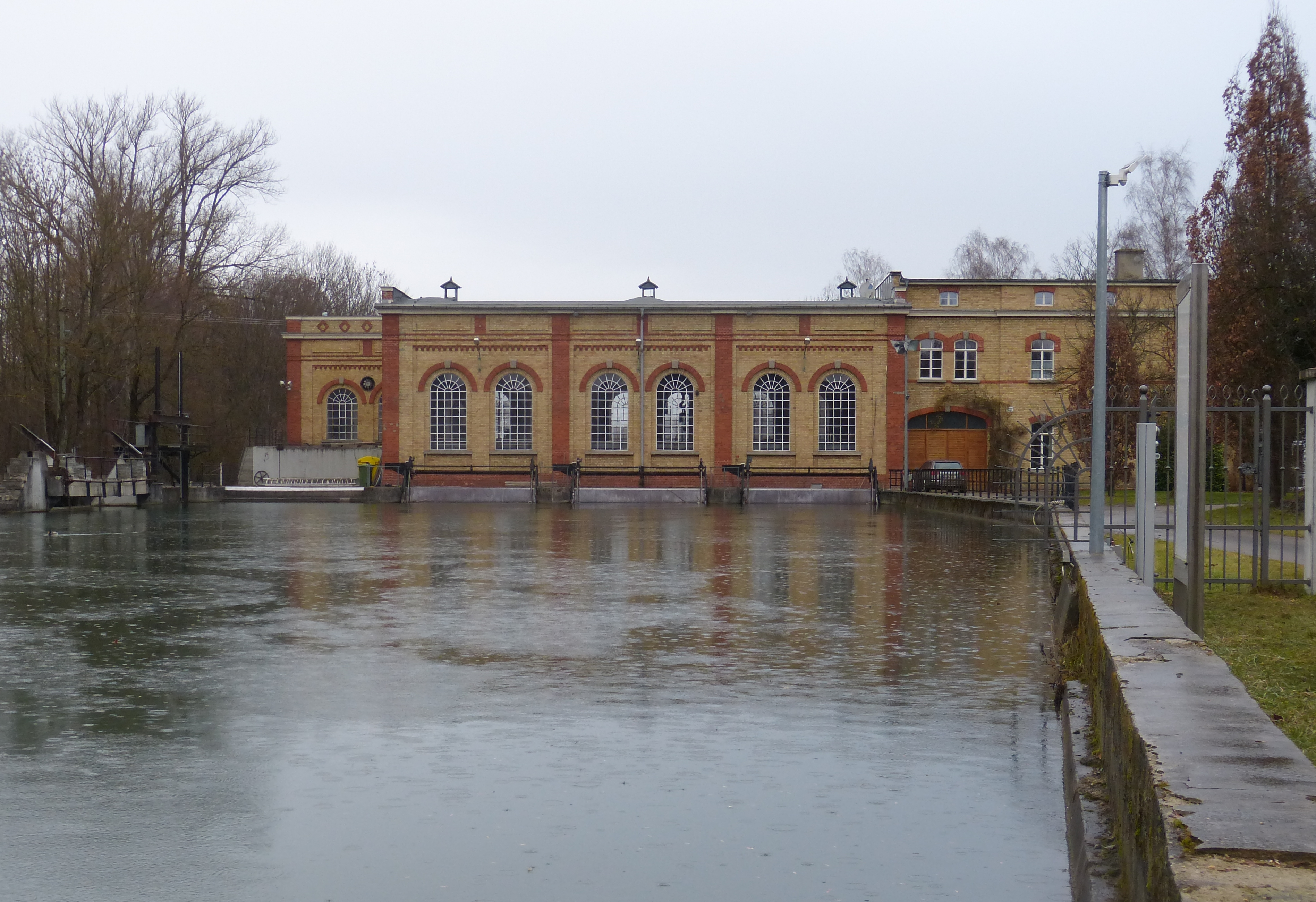
Der vereinigte Stadt- und Proviantbach beim Wasserkraftwerk auf der Wolfzahnau

Der Stadtbach beginnt in der Nähe des Brechthauses im westlichen Teil des Stadtbezirks Jakobervorstadt-Nord. Er entsteht aus dem Zusammenfluss der Kanäle Mittlerer Lech und Hinterer Lech. Dieser Zusammenfluss wird von einer Fußgängerbrücke schräg überquert. Kurz darauf fließt ihm noch von links der Vordere Lech zu, der auf seinem letzten Stück unter der Stadtmetzg hindurch geleitet ist und dann rechtwinklig abknickt. Dieser Zufluss ist jedoch heute von der rampenartigen Straße „Leonhardsberg“ überbaut, die nach den Kriegszerstörungen Augsburgs als neue Ost-West-Achse angelegt wurde, und von einem Parkhaus unter der Rampe. Wenige Meter weiter am „Schmiedberg“ führte früher die Haarbrücke über den Kanal. Am rechten Kanalufer befand sich von 1533 bis 1811 das katholische Findelhaus, heute liegt hier das Alte Stadtbad. An einer etwas versteckt gelegenen Stelle auf der Höhe des ehemaligen „Mauerbads“ hat der Kanal einen Schwall.
Nach dem Schwall führt der Kanal in Richtung Nordosten zwischen dem Kino „Liliom“ und dem Haus „Bei den sieben Kindeln“ hindurch. An dieser Stelle gibt es den ungewöhnlichen Anblick einer Wasserkreuzung: die Zirbelnuss-Kanal-Brücke leitet das Wasser des Inneren Stadtgrabens (früher den Brunnenbach) quer über den Stadtbach hinweg. Früher war an der Stelle des heutigen Kinos ein Wasserwerk, das „Untere Brunnenwerk“. Sein Wasserturm, der Untere Brunnenturm, ist noch heute zu sehen.
Der Stadtbach unterquert die Straße „Oberer Graben“. An dieser Stelle war früher der wassergefüllte Graben der Stadtbefestigung Augsburgs, über den der Stadtbach hinweg geleitet war, also eine weitere Wasserkreuzung. Auf der anderen Seite des Oberen Grabens fließt der Stadtbach ein kurzes Stück in der nördlichen Jakobervorstadt und nimmt dort den ca. 3 m³/s führenden Sparrenlech auf, der etwa hinter der Jugendherberge von rechts in den Stadtbach mündet. In früheren Jahrhunderten hatte er in der Jakobervorstadt noch weitere kleinere Zuflüsse wie den Lauterlech.
Ab hier verläuft der Kanal wieder nordwärts. Er unterquert das Alte Hauptkrankenhaus, verlässt die Jakobervorstadt und kreuzt dabei den Äußeren Stadtgraben, der sich linker Hand wieder mit dem Inneren Stadtgraben vereinigt, von dem er abgezweigt ist. Dies war die Stelle, wo der Kanal früher die befestigte Stadt Augsburg verließ. Auch hier beim ehemaligen Oblattertor gibt es bis heute eine Wasserkreuzung, sie ist jedoch überbaut und nicht zu sehen. Im Stadtbezirk Bleich und Pfärrle unterquert der Kanal die ehemalige Frühlingsstraße, die heutige Bert-Brecht-Straße, und fließt parallel zu der nach ihm benannten Kanalstraße. Dabei passiert er das (wiederum nach der Kanalstraße benannte) Jugendzentrum „K15“ und wird von der Brückenstraße überquert. Auf der Höhe des Lueginslands mündet von rechts der etwa 6 m³/s führende Schäfflerbach in den Stadtbach.
Das auf diese Weise nochmals angewachsene Wasservolumen durchfließt nun ein Stück weit unterirdisch (überbaut) das Gelände der Papierfabrik UPM-Kymmene (früher Haindl Papier) und unterkreuzt die nach ihm benannte Stadtbachstraße, die auf die MAN-Brücke über den Lech führt. Wieder an das Tageslicht getreten, ab hier nun im Stadtbezirk Augsburg-Rechts der Wertach, wechselt der Kanal nochmals seine Richtung nach Nordwesten, etwa parallel zum Proviantbach und Lech, und fließt zwischen den Geländen der Motoren- und Turbomaschinenfabrik MAN Diesel & Turbo und UPM-Kymmene hindurch.  Hier nimmt er noch den heute unterirdisch verlegten Malvasierbach auf, welcher das Wasser der Stadtgräben ausleitet, und dient dem Wasserkraftwerk am Stadtbach zur Stromgewinnung. Er passiert das Gelände der MT Aerospace (früher MAN Technologie) und gelangt in das bewaldete Landschaftsschutzgebiet der Wolfzahnau.
Hier fließt dem Stadtbach von rechts der etwa 14 m³/s führende und damit nahezu gleich starke Proviantbach hinzu. Damit hat der Stadtbach nun sämtliches Wasser der Augsburger Lechkanäle in sich aufgenommen. Ein Wehr zur Linken ermöglicht an dieser Stelle, Wasser bei Bedarf in die Wertach auszuleiten. Der vereinigte Stadt- und Proviantbach (auch als Auslaufkanal bezeichnet) führt schließlich streng parallel zur Wertach ca. 39 m³/s (nach anderen Quellen bis zu 35 m³/s) auf das Wasserkraftwerk auf der Wolfzahnau zu, das älteste und zugleich das größte Kraftwerk des Kanalsystems Augsburgs aus dem Jahr 1902.
Nach dem Wasserkraftwerk auf der Wolfzahnau mündet der Kanal von links in den Lech, nur etwa 100 Meter vor der Stelle, wo auch die Wertach von links in den Lech mündet.